# Stefanie Lück
Stefanie Lück (* 15. März 1990 in Dietzenbach) ist eine deutsche Dartspielerin. Ihr Spitzname ist „Lucky Luck“, weil die Engländer Lück als Luck aussprechen.

## Werdegang
Nachdem sich Lück im Januar 2010 den Titel beim WDF Gold Cup in Bremen sicherte, gewann sie im Mai 2010 die WDF Ungarian Open. Kurz darauf gewann sie die Deutsche Meisterschaft. Noch im selben Jahr gelang ihr der Sieg beim EDC Springcup.
Im Oktober 2024 nahm Lück am World Masters teil. Mit nur zwei verlorenen Legs überstand sie dabei die Gruppenphase und besiegte daraufhin die US-Amerikanerin Laura Dintsch mit 5:0. Auch Kirsty Hutchinson hatte Lück am Rande einer Niederlage, als sie mit 4:1 führte. Sie verlor jedoch noch mit 4:5 und schied somit aus dem Turnier aus.
Im Jahr 2025 nahm sie erstmals an der PDC Women’s Series teil und erreichte bei Event Nr. 9 als erste deutsche Spielerin ein Finale.

## Titel

### DDV
- Deutsche Meisterin: (4) 2010, 2014, 2017, 2022
- EDC Springcup: (1) 2010
- German Gold Cup: (1) 2010

## Weltmeisterschaftsresultate

### PDC
- 2010 (Damen): 1. Runde (2:4-Niederlage gegen  Sabrina Spörle)

## Sonstiges
Steffi Lück war lange Zeit mit dem australischen Dartprofi Simon Whitlock liiert.